# Wall (Northumberland)
Wall – wieś w Anglii, w hrabstwie Northumberland. Leży 34 km na zachód od miasta Newcastle upon Tyne i 412 km na północ od Londynu.